# Marek Rigo
Marek Rigo (* 15. prosince 1997, Bratislava) je slovenský fotbalový záložník, od července 2019 hráč slovenského mužstva KFC Komárno. Nastupuje ve středu zálohy.

## Klubová kariéra
Svoji fotbalovou kariéru začal v klubu FC Podunajské Biskupice, odkud přestoupil v mládežnických letech nejprve do mužstva FC Ružinov Bratislava a poté do Slovanu Bratislava.

### ŠK Slovan Bratislava
V průběhu ročníku 2015/16 se propracoval do seniorské kategorie Slovanu, kde hrál za rezervu. V A-týmu debutoval 10. září 2016 v ligovém utkání 8. kola proti Spartaku Myjava (prohra 1:2), v 83. minutě vystřídal na hřišti Seydoubu Soumaha. V únoru 2017 podepsal se Slovanem svoji první profesionální smlouvu, která byla uzavřena na dva a půl roku s opcí. V sezoně 2016/17 se podílel na zisku domácího poháru, přestože ve finále hraném 1. května 2017 proti tehdy druholigovému týmu MFK Skalica nenastoupil. Jeho spoluhráči porazili soupeře v poměru 3:0. Sezonu 2018/19 strávil v rezervě „belasých“, se kterou z pozice kapitána vybojoval postup do druhé nejvyšší soutěže.

### FK Senica (hostování)
23. července 2017 odešel kvůli většímu hernímu vytížení ze Slovanu na půlroční hostování do mužstva FK Senica. Ligový debut v senickém dresu absolvoval v prvním kole hraném 23. 7. 2017 v souboji s klubem AS Trenčín (prohra 1:2), nastoupil na celých 90 minut. Na podzim 2017 odehrál celkem 15 utkání v lize.

### FC ViOn Zlaté Moravce – Vráble (hostování)
V lednu 2018 zamířil společně s Jurajem Kotulou ze Slovanu Bratislava na půlroční hostování do ViOnu Zlaté Moravce – Vráble. Svůj první ligový zápas odehrál 17. února 2018 ve 20. kole proti Spartaku Trnava (prohra 1:4), na hrací plochu přišel v 31. minutě namísto Karola Karlíka. V jarní části ročníku 2017/18 nastoupil k pěti ligovým střetnutím.

### KFC Komárno
V létě 2019 Slovan Bratislava definitivně opustil a odešel na přestup do tehdy druholigového týmu KFC Komárno. Poprvé v dresu tohoto mužstva v lize nastoupil v úvodním kole v souboji s celkem FC ŠTK 1914 Šamorín, odehrál celý zápas a podílel se na domácí výhře 2:0.

## Klubové statistiky
Aktuální k 23. červenci 2019
| Sezona    | Klub                              | Soutěž       | Zápasy | Góly |
| --------- | --------------------------------- | ------------ | ------ | ---- |
| 2015/2016 | ŠK Slovan Bratislava B            | DOXXbet liga | 7      | 0    |
| 2016/2017 | ŠK Slovan Bratislava              | Fortuna liga | 13     | 0    |
| 2017/2018 | FK Senica (host.)                 | Fortuna liga | 15     | 0    |
| 2017/2018 | FC Zlaté Moravce – Vráble (host.) | Fortuna liga | 5      | 0    |
| 2018/2019 | ŠK Slovan Bratislava              | Fortuna liga | 0      | 0    |
| 2019/2020 | KFC Komárno                       | 2. liga      |        |      |